# Redding Trestle
Das Redding Trestle ist eine eingleisige Eisenbahnbrücke der Union Pacific Railroad über das Flusstal des Sacramento River in Redding, Kalifornien.
Durch die Errichtung der Shasta-Talsperre ab 1938 musste die dem Lauf des Sacramento folgende Shasta Route der Southern Pacific auf 40 Kilometern um etwa fünf Kilometer nach Osten verlegt werden. Für die neue Streckenführung war in Redding die Querung des ausgedehnten Flusstals nötig, wozu man bis 1939 ein 1,3 Kilometer langes Gerüstpfeilerviadukt errichtete, das neben dem Fluss über mehrere Straßen im Stadtgebiet führt und auf der Südhälfte eine Kurve von nahezu 90° beschreibt. Nach dem Lethbridge Viaduct in Kanada ist das Redding Trestle die weltweit zweitlängste Stahlbrücke dieser Bauform. Im Jahre 1996 wurde die Southern Pacific von der Union Pacific übernommen, die heute ausschließlich Güterverkehr betreibt. Über die Brücke verkehrt aber auch der Amtrak-Fernzug Coast Starlight.

## Geschichte

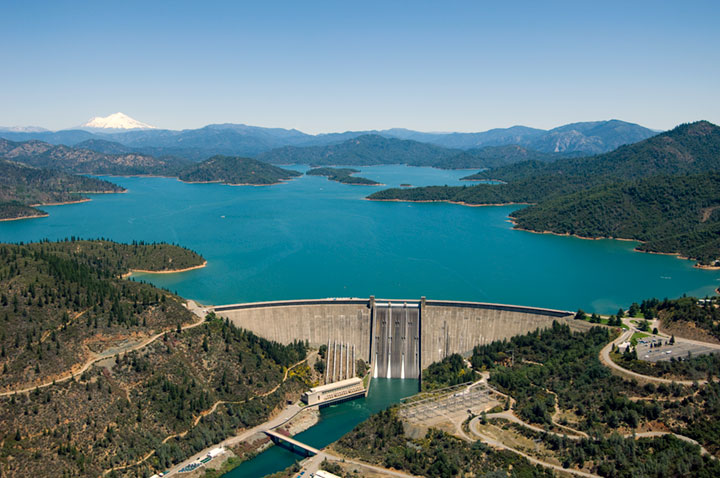
Die Shasta Route folgte ursprünglich dem Westufer des Sacramento bis zum Mount Shasta (oben links), durch den Bau der Shasta-Talsperre wurde die Strecke auf über 20 km überflutet (Blick nach NO)

In den 1880er Jahren wurde von der Central Pacific Railroad und der Oregon and California Railroad eine Eisenbahnverbindung zwischen San Francisco und Portland fertiggestellt, die Ende des 19. Jahrhunderts unter die Kontrolle der Southern Pacific Company (SP) kam und deren Verlauf nach der Jahrhundertwende einigen Veränderungen unterworfen war. Der Abschnitt zwischen Roseville und der am Fuße des Mount Shasta gelegenen Siedlung Black Butte wurde nach dem zweithöchsten Berg der Kaskadenkette Shasta Route genannt und folgte größtenteils dem Flusslauf des Sacramento. Durch den Bau der Shasta-Talsperre ab 1938, etwa 15 Kilometer oberhalb von Redding, musste die Shasta Route auf 40 Kilometern zwischen Redding und Lakehead um etwa fünf Kilometer nach Osten verlegt werden, da die ursprüngliche Strecke im zukünftigen Stausee lag. In Redding, wo die Strecke am Westufer des Flusses verlief, war jetzt die Querung des ausgedehnten Flusstals des Sacramento nötig, was durch den Bau einer über 1,3 Kilometer langen Trestle-Brücke realisiert wurde. Die American Bridge Company errichtete die über 30 Meter hohe Stahlbrücke bis Ende 1939. Obwohl der neue Streckenverlauf erst 1942 fertiggestellt wurde, war das Redding Trestle während eines ungewöhnlich hohen Frühjahreshochwasser des Sacramento 1940 die einzige passierbare Verbindung in Redding über den Fluss und diente zwischenzeitlich auch als Fußgängerbrücke.

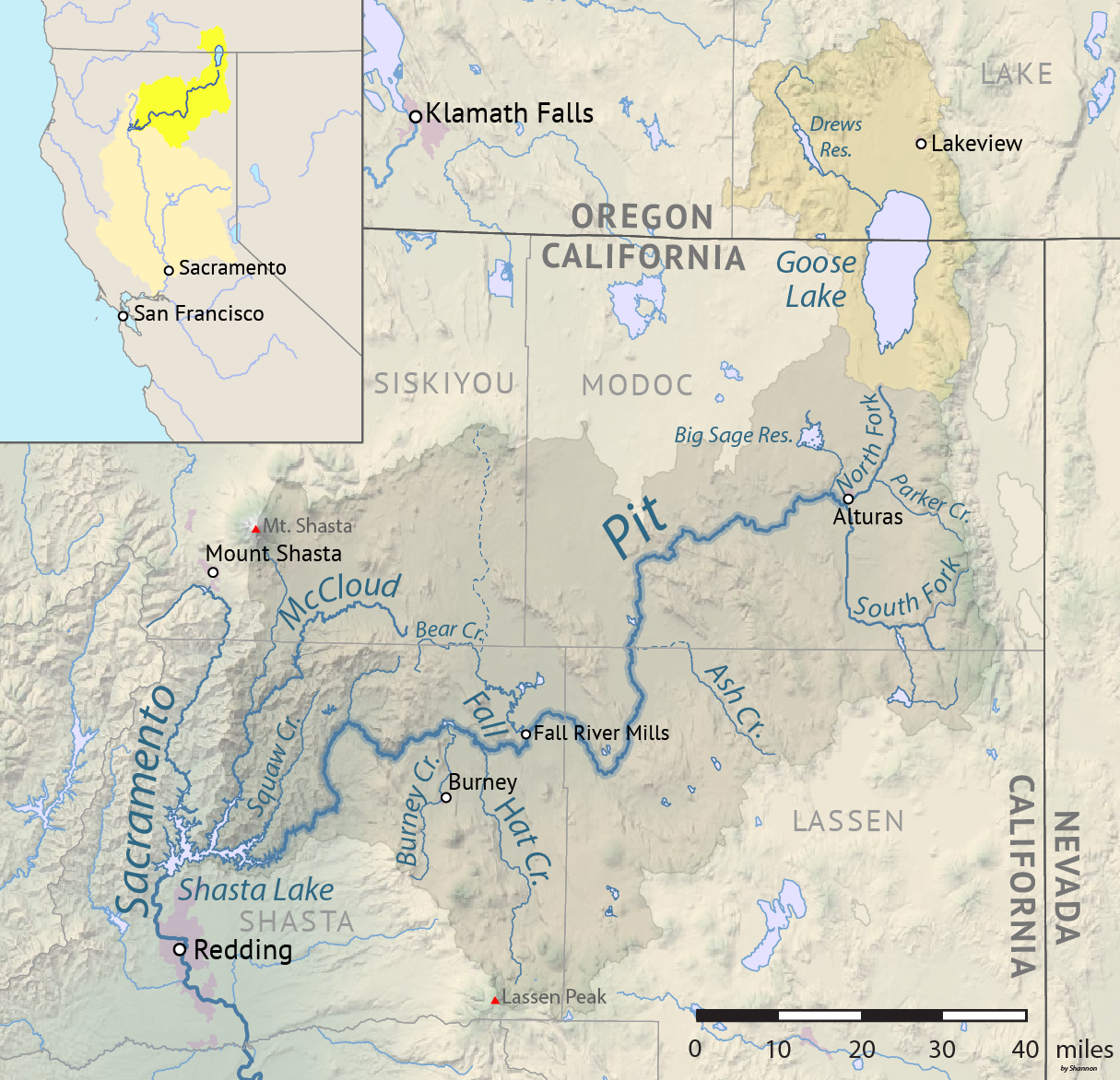
Links unten der Zusammenfluss von Pit und Sacramento im Shasta Lake, etwa 15 km oberhalb von Redding
(Darstellung des Einzugsgebietes des Pit)

Die Verlegung der Shasta Route erforderte den Bau von zwölf neuen Tunneln und acht Brücken. Darunter befand sich eine weitere große Stahlbrücke, die bis 1942 etwa 20 Kilometer nördlich von Redding zur Überquerung des Stausees Shasta Lake gebaut wurde, über den später aufgestauten Flussarm des Pit River. Die Doppelstockbrücke führt auf der unteren Ebene die Eisenbahnstrecke und auf der oberen die Interstate 5 (früher U.S. Highway 99). Das Redding Trestle war nach dem 1909 fertiggestellten Lethbridge Viaduct die weltweit zweitlängste Stahlbrücke dieser Bauform und die Pit River Bridge war mit einer Höhe von über 150 Metern über dem ursprünglichen Flusslauf des Pit eine der höchsten Brücken der Welt. Bis 1942 führte die alte Strecke durch einen Tunnel am Rande der Baustelle der Staumauer, bevor der Verkehr vollständig auf die neue Streckenführung verlegt und der Tunnel verschlossen wurde.
Mit dem Ersten Weltkrieg 1914–1918 (Kriegseintritt der Vereinigten Staaten 1917) und durch die später folgende Weltwirtschaftskrise in den 1930er Jahren kam die Expansion des Eisenbahnnetzes in Nordamerika zum Erliegen, und der einsetzende Ausbau des Straßennetzes verlagerte den Personen- und Güterverkehr zunehmend auf die Straße. Ab den 1960er Jahren wurden die großen Eisenbahnnetze immer unrentabler,  was in der Folgezeit zu mehreren Insolvenzen und Fusionen der Eisenbahngesellschaften führte. Die Holdinggesellschaften der Southern Pacific und der Atchison, Topeka and Santa Fe Railway, Southern Pacific Company und Santa Fe Industries, wurden am 23. Dezember 1983 von der neu gegründeten Santa Fe Southern Pacific Corporation (SFSP Corp) übernommen. Eine Fusion der beiden Bahngesellschaften wurde beantragt, konnte aber aufgrund von Vorbehalten der Interstate Commerce Commission gegen eine Monopolstellung nie vollzogen werden und führte schließlich 1988 zum Verkauf der SP an Rio Grande Industries. Im Jahr 1996 übernahm schließlich die Union Pacific Railroad die Southern Pacific; die Santa Fe Pacific Corporation fusionierte Ende 1995 mit der Burlington Northern Railroad zur heutigen BNSF Railway (Burlington Northern Santa Fe). Der Personenverkehr der SP wurde zum 1. Mai 1971 von der neu gegründeten National Railroad Passenger Corporation übernommen, bekannt unter dem Markennamen Amtrak. Diese betreibt seit 1971 den Fernzug Coast Starlight über die Shasta Route, dessen Name auf die hier ehemalig verkehrenden Personenzüge der SP Coast Daylight und Starlight zurückgeht.  

## Beschreibung
Die Trestle-Brücke aus Stahl besteht von Nord nach Süd aus 26 Gittermasten, die eine Abfolge von unterschiedlich langen Vollwandträgern tragen, die Längen von etwa 10 m auf den Masten und von etwa 20 m zwischen den Masten bzw. dem Widerlager haben. Über den Sacramento wurden drei etwa 50 m lange Fachwerkträger integriert, die als parallelgurtige Strebenfachwerke mit Pfosten ausgeführt sind. Diese ruhen auf vier Stahlbetonpfeilern, die im Flussbett errichtet wurden; die Gleisebene erreicht hier eine Höhe von bis zu 34 m über dem normalen Wasserstand. Zum südlichen Widerlager hin folgen dann noch acht Gittermasten mit in etwa der gleichen Abfolge von Vollwandträgern wie auf der Nordseite. Bis etwa zur Hälfte der 1325 m langen Brücke liegen die Träger auf einer Geraden in NO-SW-Ausrichtung und beginnen dann eine Kurve nach SO zu beschreiben, wobei die Gleisebene eine Richtungsänderung von nahezu 90° vollzieht.

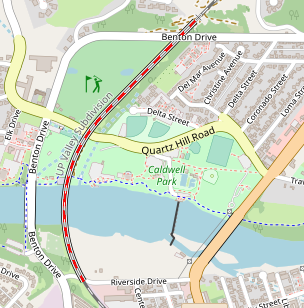
Lage der Trestle-Brücke in Redding, der Verlauf der Gleisebene ist Rot hervorgehoben
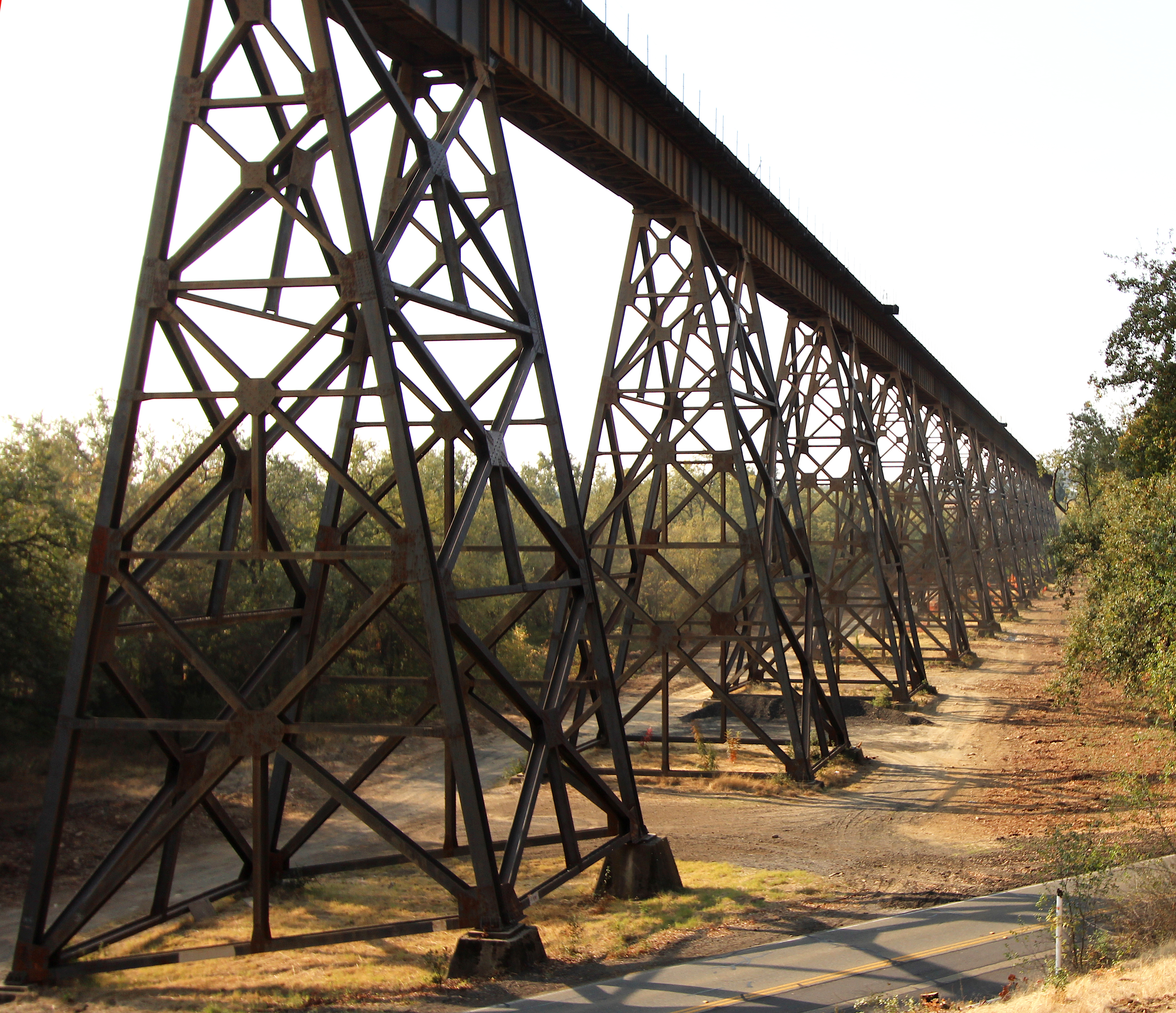
Hauptelement der Stahlbrücke sind von Gittermasten getragene Vollwandträger
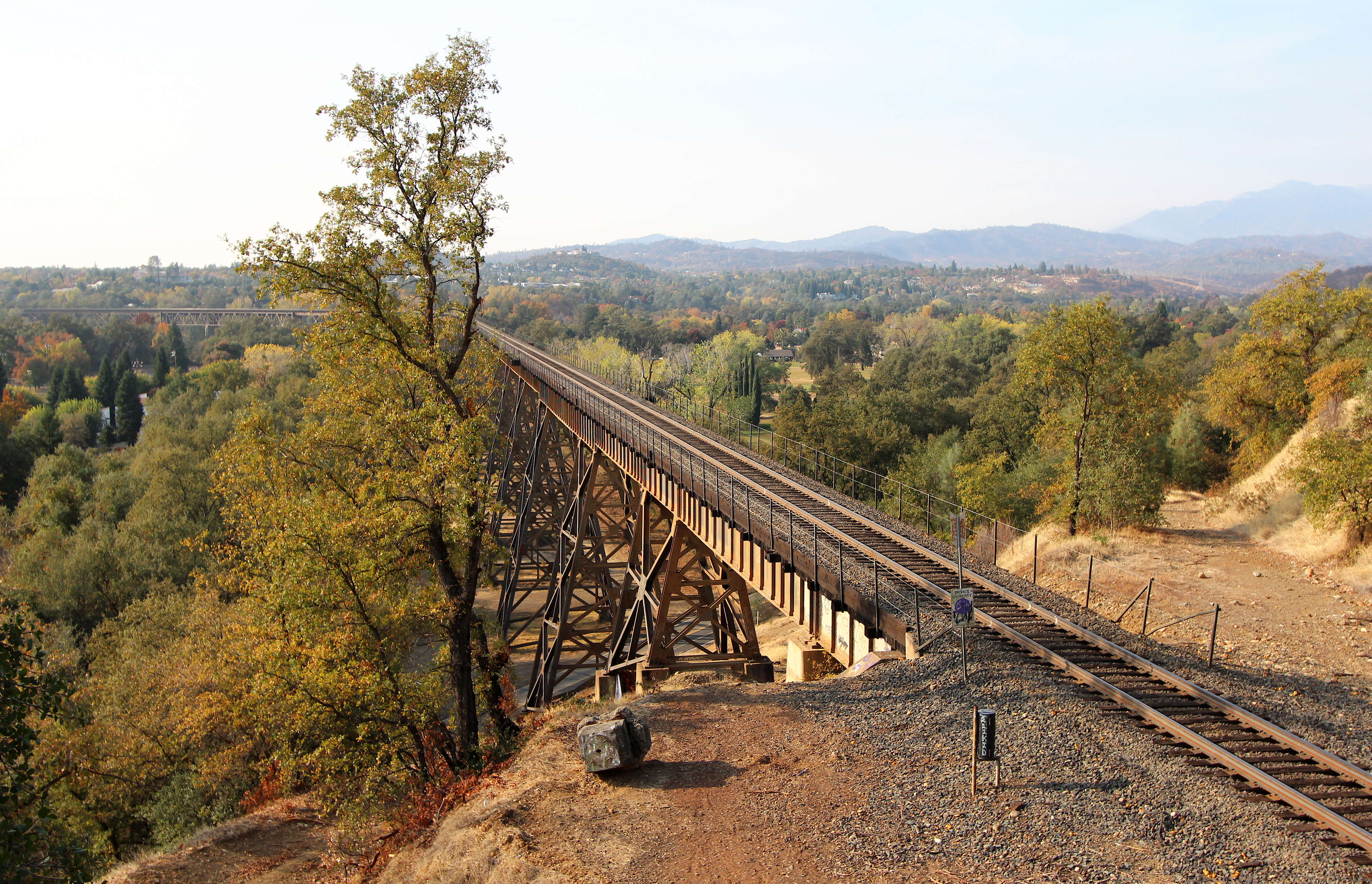
Nordseite der Brücke, Blick nach Südwest Richtung Redding
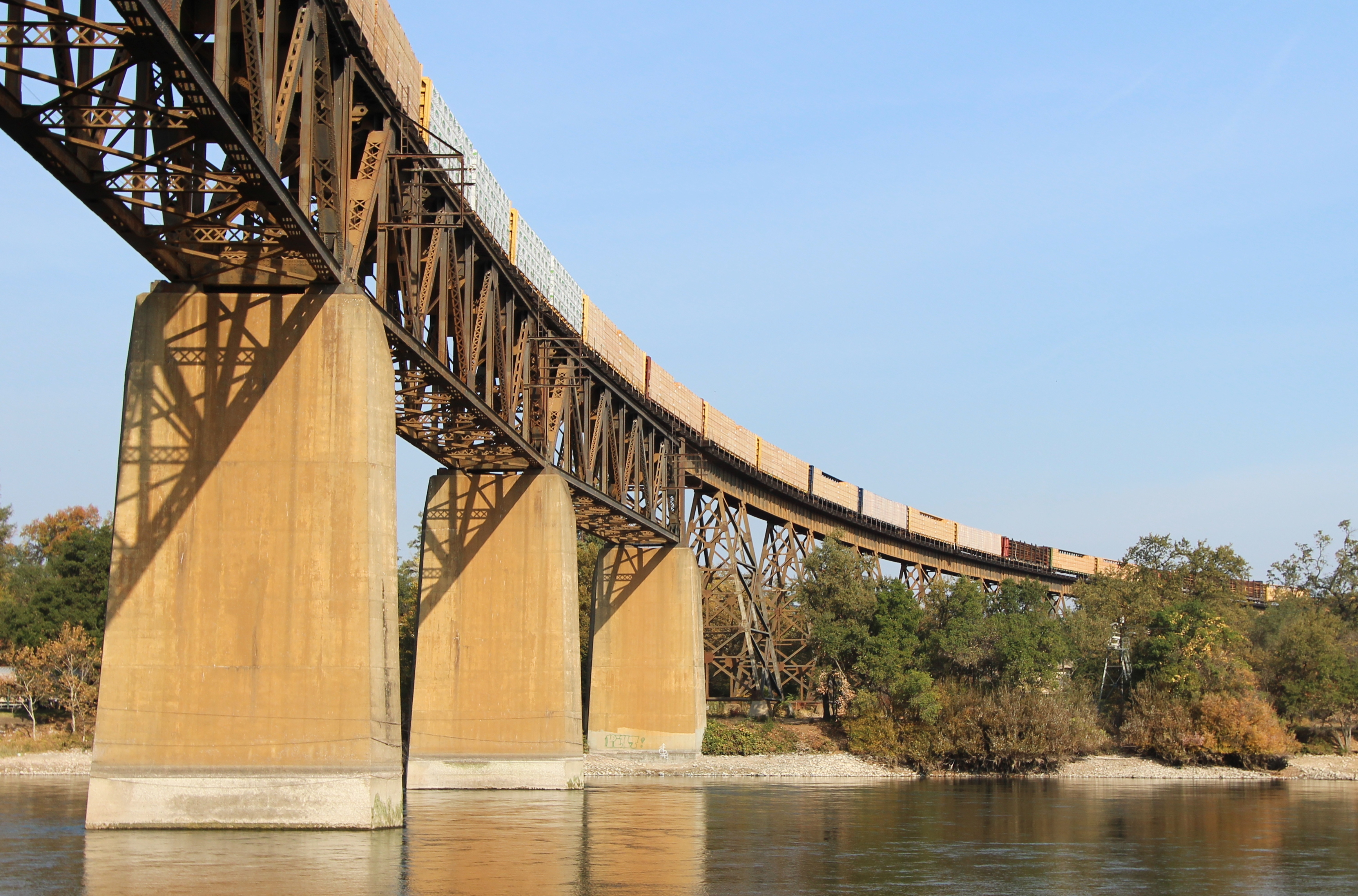
Über den Sacramento führen drei Fachwerkträger auf Stahlbetonpfeilern